# Trstenik Nartski
 Trstenik Nartski  falu Horvátországban Zágráb megyében. Közigazgatásilag Rugvicához tartozik.

## Fekvése
Zágráb központjától 15 km-re keletre, községközpontjától 6 km-re északnyugatra, az A3-as autópálya mellett fekszik. 

## Története
1857-ben 84, 1910-ben 121 lakosa volt. Trianon előtt Zágráb vármegye Dugo Seloi járásához tartozott. 1900-ban hivatalos nevét Trstenikről Trstenik Nartskira változtatták. A név második tagját az alapján kapta, hogy a szomszédos Nart Savski plébániájához tartozott és tartozik ma is. 1955-től Dugo Selo község része volt. 1993-ban az újonnan alakított Rugvica községhez csatolták. A fővároshoz való közelsége miatt az 1980-as évektől lakosságának száma intenzíven emelkedik. 1981-óta a ötszörösére nőtt. A betelepülés különösen a honvédő háború idején volt nagyarányú, amikor nemcsak az ország különböző vidékeiről, hanem Bosznia Hercegovinából is jelentős horvát népesség érkezett. A falunak 2001-ben 506 lakosa volt, akik főként az építőiparban, kisebb mértékben a mezőgazdaságban és a kereskedelemben dolgoztak, illetve kézművességgel foglalkoztak. 

## Lakosság
| Lakosság változása | Lakosság változása | Lakosság változása | Lakosság változása | Lakosság változása | Lakosság változása | Lakosság változása | Lakosság változása | Lakosság változása | Lakosság változása | Lakosság változása | Lakosság változása | Lakosság változása | Lakosság változása | Lakosság változása |
| ------------------ | ------------------ | ------------------ | ------------------ | ------------------ | ------------------ | ------------------ | ------------------ | ------------------ | ------------------ | ------------------ | ------------------ | ------------------ | ------------------ | ------------------ |
| 1857               | 1869               | 1880               | 1890               | 1900               | 1910               | 1921               | 1931               | 1948               | 1953               | 1961               | 1971               | 1981               | 1991               | 2001               |
| 84                 | 85                 | 81                 | 82                 | 110                | 121                | 98                 | 93                 | 94                 | 92                 | 71                 | 90                 | 98                 | 204                | 506                |

## Nevezetességei
A település arról nevezetes, hogy 1991-től itt szervezték meg a horvát hadsereg egyik legkorszerűbb gépesített elit egységét a 2. gárdista brigádot, mely a "Gromovi" (villámok) nevet kapta. 

## Külső hivatkozások
Rugvica község hivatalos oldala